# Tuxedomoon
Tuxedomoon är en avantgardastisk new wave-grupp bildad 1977 i San Francisco av Blaine L. Reininger (keyboards, violin) och Steven Brown (keyboards, diverse instrument). Gruppen var influerad av punk och elektronisk musik och senare av jazz fusion. Bland många övriga medlemmar har bland andra sångaren och performanceartisten Winston Tong ingått. Bandet blev från 1980-talet verksamma i Europa och fick sin största kommersiella framgång 1985 med albumet Holy Wars.

## Diskografi
- Half-Mute (1980)
- Desire (1981)
- Divine (1982)
- Holy Wars (1985)
- Ship of Fools (1986)
- You (1987)
- The Ghost Sonata (1991)
- Joeboy in Mexico (1997)
- Cabin in the Sky (2004)
- Vapour Trails (2007)
- Pink Narcissus (2014)
- Blue Velvet Revisited (tillsammans med Cult With No Name) (2015)

## Källa
- Tuxedomoon Allmusic.com